# Gujarat (regió)
Gujarat (Guzerat) és una regió de l'Índia. En el sentit més general correspon a tot el territori on es parla gujarati, incloent Kutch i Kathiawar i el nord de Maharashtra de Palanpur a Daman. Més estrictament s'aplica el nom al territori de la plana al nord del Narbada i a l'est del Rann de Kutch amb una superfície de 75294 km² i una població el 1901 de 4.798.504 habitants amb els districtes britànics d'Ahmadabad, Kaira, Ranch Mahals i Broach, i diversos estats natius, els principals dels quals Baroda, Kutch, Cambay, Narukot, i altres menors la major part inclosos a les agències de Kathiawar (generalment exclosa), Mahi Kantha, Rewa Kantha, Surat (Bansda, Dharampur i Sachin) i Cambay, i la superintendència de Palanpur. Formava part de la presidència de Bombai.
La plana del Gujarat limita al nord amb el desert de Marwar (o del Thar), a l'est per les muntanyes que van entre Mont Abu i les muntanyesa Vindhyes; té a l'oest el Rann de Kutch i el llac Nal, i al sud la mar d'Aràbia.
El nom sembla derivar de la tribu dels gujars.
L'1 de maig de 1960 l'estat de Bombai (antiga presidència) es va dividir en els de Gujarat i de Maharashtra.